# ويليام قروس
ويليام قروس (بالفرنسية: William Gros) (31 مارس 1992 فرنسا - ) هو لاعب كرة قدم فرنسي يلعب كمهاجم.

## روابط خارجية
- ويليام قروس على موقع قاعدة بيانات كرة القدم.إي يو (الإنجليزية)
- ويليام قروس على موقع ناشيونال فوتبول تيمز (الإنجليزية)
- ويليام قروس على موقع Soccerway.com (الإنجليزية)